# Anasimyia contracta
Anasimyia contracta је инсект из реда двокрилаца који припада породици осоликих мува. 

## Опис
Дужина крила код ове врсте износи  од 5 до 7,5 мм, тело је танко. Сегмент Т2 је ужи него што је дуг и има сивкасте ознаке у облику "хокејашке палице". Слична је са врстом Anasimyia transfuga, разлика је у сегменту Т2. 

## Распрострањење
Ова врста присутна је од Скандинавије на југу до медитеранског басена и од Ирске, преко централне Европе до европских делова Русије.   Ендемична врста за Европу, јавља се првенствено у атлантској зони, постајући много више локализована у централној и јужној Европи. У Србији није често бележена врста. 

## Биологија
Среће се од маја до септембра.  Углавном се среће на вегетацији која је у близини воде. Ларвесе могу наћи између омотача листова трулих биљака. 

## Статус заштите
Према Правилнику у проглашењу и заштити строго заштићених и заштићених дивљих врста биљака, животиња и гљива у Србији је строго заштићена врста.  На Црвеној листи IUCN-a означена је као LC (последња брига). 

## Синоними
Lejops contracta (Torp & Claussen, 1980)